# Carlos Zárate Valenzuela
Carlos Alfonso Zárate Valenzuela (Santiago, 14 de enero de 1960) es un periodista chileno, conocido por trabajar en el departamento de prensa de Canal 13.

## Biografía
Nació en Chile en 1960, pero cuando tenía seis años, su familia se trasladó a Colombia. En ese país estudió periodismo y se desempeñó en Radio Caracol. Reporteó, entre otras noticias, la tragedia de Armero.
Luego de 25 años en Colombia, en 1990 regresó a Chile y comenzó a trabajar en el departamento de prensa de Canal 13 en 1991, como encargado de las noticias internacionales, según él mismo reconoce, «por tener acento internacional, porque sonaba a transmisión de CNN». En 2001 lideró las transmisiones del canal de los atentados del 11 de septiembre, que alcanzó las 12 horas. En la actualidad es encargado de la sección internacional en las ediciones matinal y de mediodía del noticiero Teletrece.
Fue comentarista internacional en el espacio Mesa central de Tele13 Radio entre 2015 y 2016.
Zárate ha sido también docente en las universidades Santo Tomás, del Pacífico, UNIACC, De Las Américas, Bernardo O'Higgins, SEK y Del Desarrollo.

## Vida personal
El 29 de septiembre de 2014 fue sometido a una cirugía, luego de haberle diagnosticado dos aneurismas cerebrales.
En 2020, fue uno de los participantes de la primera temporada del programa de cocina MasterChef Celebrity, emitido por Canal 13.